# Tenika Davis
Tenika Davis es una actriz y modelo canadiense,  conocida por interpretar a Petra Small en la serie de Netflix Jupiter's Legacy y a Sara en la película de terror del 2011 Wrong Turn 4.

## Biografía
Tenika Davis nació el 16 de julio en Toronto, Canadá y se crio en la pequeña ciudad de Newmarket, Ontario. Cuando tenía diez años, Tenika descubrió un gran interés en hablar en público y en las artes escénicas; en este punto comenzó a competir en varios concursos de oratoria donde comenzó a desarrollar y refinar su confianza frente al público.

## Filmografía
| Año       | Título                           | Personaje                   | Varios           |
| --------- | -------------------------------- | --------------------------- | ---------------- |
| 2006      | Canada's Next Top Model          | Tenika Davis                | Modelo           |
| 2007      | Da Kink in My Hair               | Hot GirlFriend              | 1 episodio       |
| 2009      | Degrassi Goes Hollywood          | Yvette                      | Papel secundario |
| 2009      | Degrassi: La nueva generación    | Yvette                      | 1 episodio       |
| 2009      | El juego del miedo VI            | Mujer enojada en la clínica | Papel secundario |
| 2011      | Skins                            | Jamazia                     | 1 episodio       |
| 2011      | Jumping the Broom                | Lauren                      | Papel secundario |
| 2011      | La reina de las sombras          | Selma                       | 1 episodio       |
| 2011      | Wrong Turn 4: Bloody Beggininngs | Sara Washington             | Protagonista     |
| 2012      | Space Janitors                   | Fano Dasha                  | 1 episodio       |
| 2014      | Los Misterios de Murdoch         | Hattie Carter               | 1 episodio       |
| 2014      | Beauty & the Beast               | Margaret Sutter             | 1 episodio       |
| 2009-2014 | The Listener                     | Wendy Rivers/Barista        | 2 episodios      |
| 2014      | Debug                            | Prisionera                  | 1 episodio       |
| 2015      | El libro de los negros           | Hija de Sanu                | 1 episodio       |
| 2015      | 19-2                             | Gloria Linarose             | 3 episodios      |
| 2016      | Adorn                            | Akua                        | Cortometraje     |
| 2017      | Incorporated                     | Mira                        | 2 episodios      |
| 2018      | Private Eyes                     | Cynthia Flores              | 1 episodio       |
| 2018      | A Shoe Addict's Christmas        | Lorna                       | Protagonista     |
| 2018      | Big Top Academy                  | Lucy Zolta                  | 3 episodios      |
| 2018      | Half UnTold                      | Zuri                        | 1 episodio       |
| 2021      | Hudson & Rex                     | Dana Mulvey                 | 1 episodio       |
| 2021      | Love Upstream                    | Sasha                       | Papel secundario |
| 2021      | Jupiter's Legacy                 | Petra Small                 | 5 episodios      |
| 2021      | The Perfect Wedding              | Lindsay                     | Protagonista     |